# Tournée Minérale

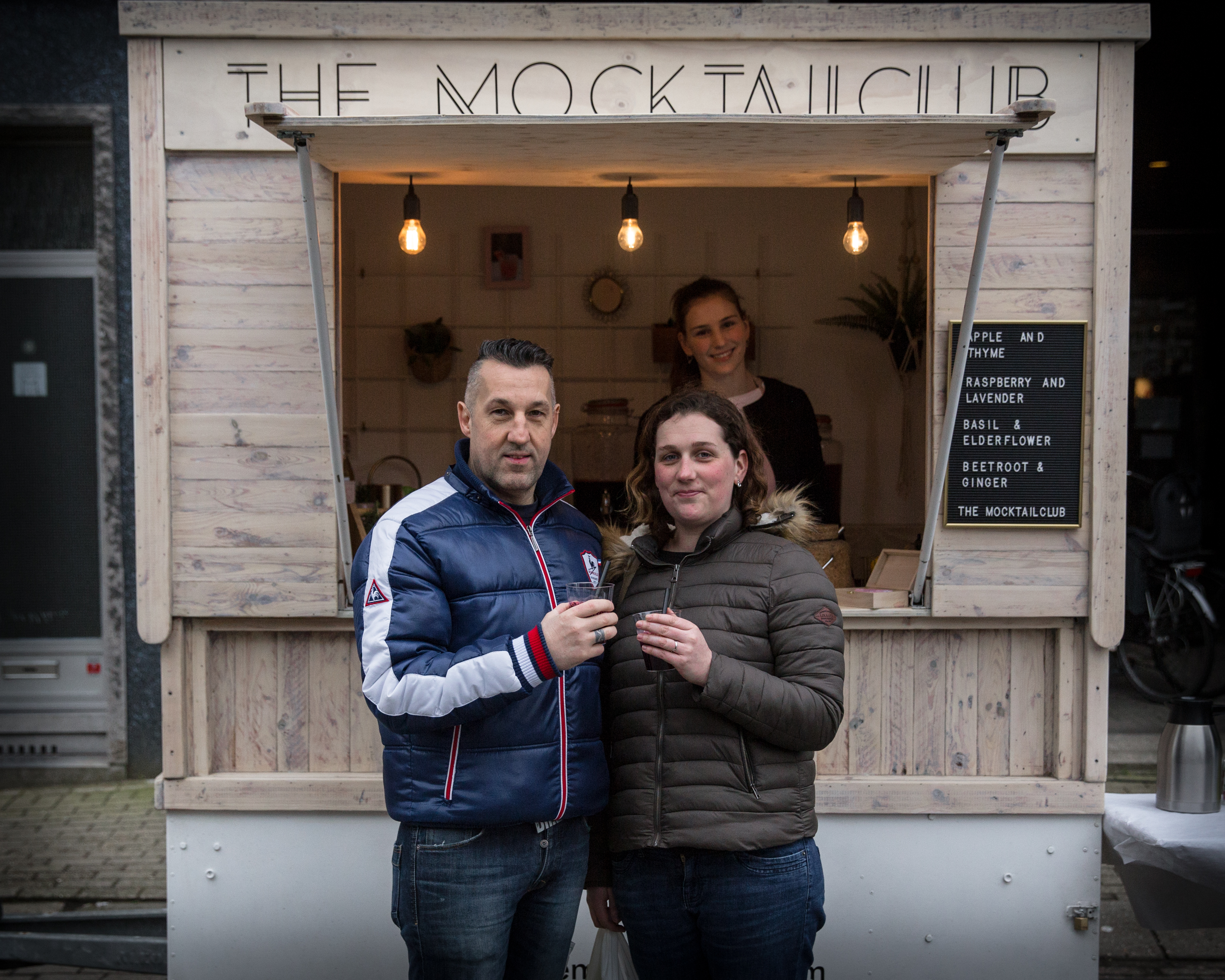
Twee deelnemers aan Tournée Minérale 2018 drinken een mocktail in Dendermonde.

Tournée Minérale is een bewustmakingscampagne rond alcoholconsumptie die voor het eerst werd georganiseerd in februari 2017. Deelnemers engageren zich om een maand lang geen druppel alcohol te drinken. De campagne gaat uit van de Stichting Tegen Kanker, de Druglijn en het Vlaams Expertisecentrum voor Alcohol en andere Drugs (VAD).
Tournée Minérale mikt op een breed publiek en is dus niet gericht op zware drinkers of mensen met een alcoholprobleem. De actie wil de bevolking vooral bewust maken van de talloze informele gelegenheden waarbij, vaak achteloos, alcohol wordt geschonken en gedronken. De filosofie erachter is dat je je beter bewust wordt van die gelegenheden als je telkens iets moet weigeren.
Voor de eerste editie in 2017 hebben zich 122 460 mensen ingeschreven. Deelname is geheel vrijblijvend; er wordt dus niet gecontroleerd of de deelnemers hun engagement echt nakomen. Toch gaven in een enquête achteraf 8 op de 10 deelnemers aan dat ze effectief een maand lang geen alcohol hadden gedronken. Uit een andere bevraging blijkt evenwel dat ook veel mensen hebben deelgenomen zonder zich in te schrijven.
Echte langetermijneffecten van de campagne kunnen nog niet worden onderzocht, maar wetenschappers van de Universiteit Gent stelden wel vast dat deelnemers aan Tournée Minérale ook na hun maand zonder alcohol gemiddeld minder dronken dan voordien.
Om de deelnemers aan Tournée Minérale te motiveren, worden via sociale media wekelijks instructie video's gedeeld om zelf heerlijke alcoholvrije cocktails te maken. De video's werden gemaakt door Apero Zero.